# عبد العزيز خلوق التمسماني
عبد العزيز خلوق التمسماني (مواليد طنجة سنة 1943 - توفي سنة 2008) يعد الدكتور الراحل عبد العزيز خلوق التمسماني  من أبرز المؤرخين المغاربة في منطقة الشمال الذين أنجبتهم المدرسة التاريخية الوطنية، وأحد أهم الأكاديميين الكبار الذين كرسوا حياتهم وجهدهم في سبيل المعرفة التاريخية لمنطقة الشمال، ووهبوا عمرهم للبحث والتنقيب في تاريخ الشمال، والذين خرج من عباءتهم أجيال من المؤرخين المتميزين.

## حياته
عبد العزيز خلوق التمسماني هو مؤرخ مغربي بارز، وُلد سنة 1943 في مدينة طنجة. تلقى تعليمه الابتدائي والثانوي في مسقط رأسه، قبل أن ينتقل إلى مدينة مراكش حيث تم تعيينه كمعلم متدرب في مدرسة المعلمين بالقصبة عام 1961. كانت تلك المرحلة مفصلية في حياته المهنية، خاصة بفضل توجيهات مدير المدرسة آنذاك، الشيخ عبد السلام ياسين، الذي كان له تأثير كبير على مساره التعليمي.
في العام الدراسي 1961-1960، انضم التمسماني إلى القسم الفرنسي في مدرسة المعلمين ذاتها، وذلك لعدم وجود مدرسة لتكوين المعلمين في طنجة حينها. بفضل اجتهاده وتفوقه الأكاديمي، تخرج من القسم الفرنسي وكان الأول على فصله. في الوقت نفسه، كان زميله أحمد التوفيق، الذي يشغل حالياً منصب وزير الأوقاف والشؤون الإسلامية، الأول في القسم العربي. يروي التمسماني العديد من الذكريات التي جمعته مع أحمد التوفيق في تلك المرحلة، والتي كانت حاسمة في تكوينهما المهني. تلك الحكايات تم تداولها بين المؤرخين البارزين في مناسبات عديدة، منهم محمد زنيبر، محمد القبلي، إبراهيم بوطالب، وغيرهم.
بعد تخرجه، بدأ التمسماني مسيرته المهنية كمعلم في مدرسة بني مكادة بطنجة، قبل أن يصبح أستاذًا للغة الفرنسية في السلك الأول. بعد حصوله على شهادة الإجازة، انضم إلى هيئة التدريس في مدرسة المعلمين، حيث درس مادة البيداغوجيا. في عام 1978، نجح في الحصول على دكتوراه السلك الثالث من جامعة بوردو في فرنسا، حيث قدم أطروحة حول أهمية تراث النوازل في التأريخ لتطوير اقتصاد الغرب الإسلامي خلال العصر الوسيط، مركِّزًا على نموذج نوازل البرزلي، وقد أشرف على رسالته الأستاذ روجي هادييي إدريس.
في عام 1980، انتقل التمسماني إلى دراسة التاريخ المعاصر، حيث أنجز أطروحة دكتوراه الدولة في فرنسا، تمحورت حول تطور أوضاع منطقة جبالة في نهاية القرن التاسع عشر وبداية القرن العشرين، مع التركيز على تفاعل الأطماع الإسبانية مع طموحات أحمد الريسوني والأزمات التي مر بها المخزن المغربي خلال تلك الفترة. أشرف على هذه الأطروحة أستاذه جان كلود آلان، المعروف بدراساته حول تاريخ المغرب، ومنها "أكادير 1911".
عقب حصوله على الدكتوراه، بدأ التمسماني مسيرته الجامعية في كلية أصول الدين بمدينة تطوان، قبل أن ينتقل إلى كلية الآداب والعلوم الإنسانية في الرباط، ليعود بعد ذلك إلى تطوان كأستاذ للتعليم العالي في شعبة التاريخ بكلية الآداب.
يرى عبد العزيز خلوق التمسماني أن الجيل الجديد من المؤرخين يعاني من نقص في التجربة التاريخية المعاصرة، حيث أن العديد من المدارس الأوروبية المؤثرة في هذا المجال غير معروفة لدى هؤلاء المؤرخين الشباب، ما يجعلهم غير مدركين تمامًا لتاريخ منطقة الشمال المغربي. كما كان يؤكد دائمًا على أهمية الوثائق التاريخية الموجودة في أوروبا والولايات المتحدة الأمريكية للكتابة الدقيقة عن التاريخ المغربي.

## من مؤلفاته
- ملامح من تاريخ طنجة المعاصر: يعتبر هذا الكتاب من أهم أعماله، وهو مرجع أساسي لدراسة تاريخ طنجة في القرن العشرين.[3]
- حفريات في تاريخ المغرب المعاصر: يضم هذا الكتاب مجموعة من البحوث والدراسات حول مختلف جوانب التاريخ المغربي المعاصر.[4]
- بحوث ونصوص حول تاريخ المغرب: يجمع هذا الكتاب مجموعة من المقالات والوثائق التي كتبها الدكتور التمسماني حول تاريخ المغرب.
- أصول حرب الريف : دراسة حول تاريخ حرب الريف وأبعادها التاريخية.
- الطنجيون : سلسلة من المقالات والدراسات حول تاريخ طنجة، نُشرت في مجلة "الطنجيون".
- مجلة دار النيابة - مجلة أسسها وشارك في تحريرها، وهي مخصصة لتاريخ منطقة الشمال المغربي.
- أطروحته للدكتوراه التي تناولت النوازل ودورها في التأريخ لتطور اقتصاد الغرب الإسلامي خلال العصر الوسيط.
- دراسات في تاريخ شمال المغرب المعاصر.[5]
- رحلة الجلالة المحمدية إلى طنجة.[6]
- العلاقات الإسبانية المغربية في نهاية القرن التاسع عشر من خلال الأرشيف الدبلوماسي، 1884-1898[7]
- الحركة الريسونية من خلال الوثائق المغربية.[8]
- الرحلة الطنجوية الممزوجة بالمناسك المالكية.[9]
- طنجة ذات الطابع الأوربي (1950-1947).[10]
- من طنجة الساحرة إلى طنجة العفنة.[11]
- جوانب من تاريخ جبالة المعاصر: القائد أحمد الريسوني وإسبانيا.[12]
- دراسات حول أطروحات تاريخية استعمارية: المغرب نموذجا.[13]
- وكتاب ألفه يحمل عنوان «كتابات في منطقة الشمال» الذي وجد مع أساتذة جامعة طليطلة (TOLEDOO) بإسبانيا.
- تأملات في تاريخ المغرب المعاصر من خلال التقاييد والوثائق[14]